# Wildschutzgebiet
Unter Wildschutzgebiet versteht man im deutschsprachigen Raum Schutzgebiete im Naturschutz, die zum Schutz und zur Erhaltung von Wildarten von besonderer Bedeutung sind. Diese Gebiete sind auch jagdlich relevant.

## Grundlegendes

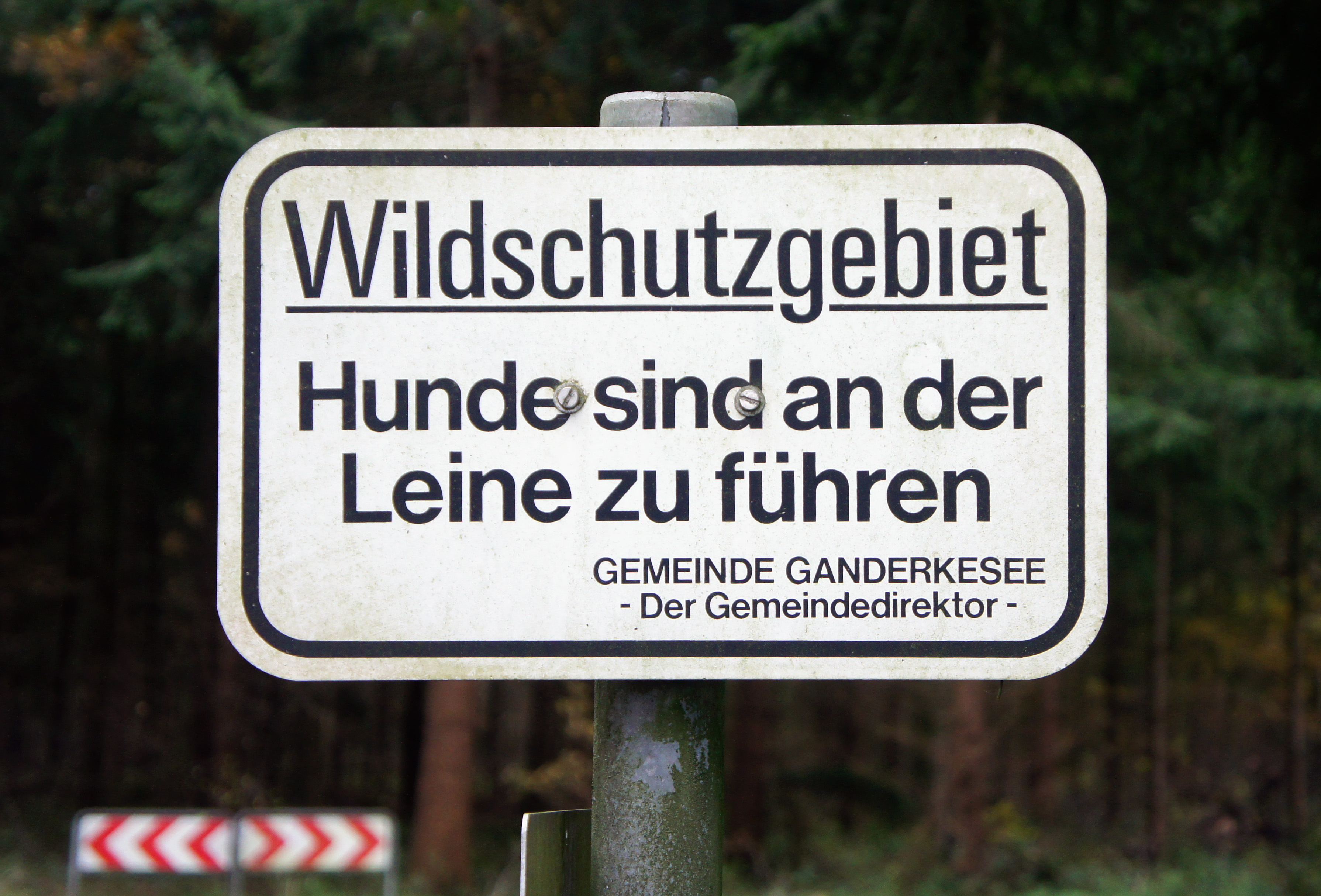
Betafelung eines Wildschutzgebiets

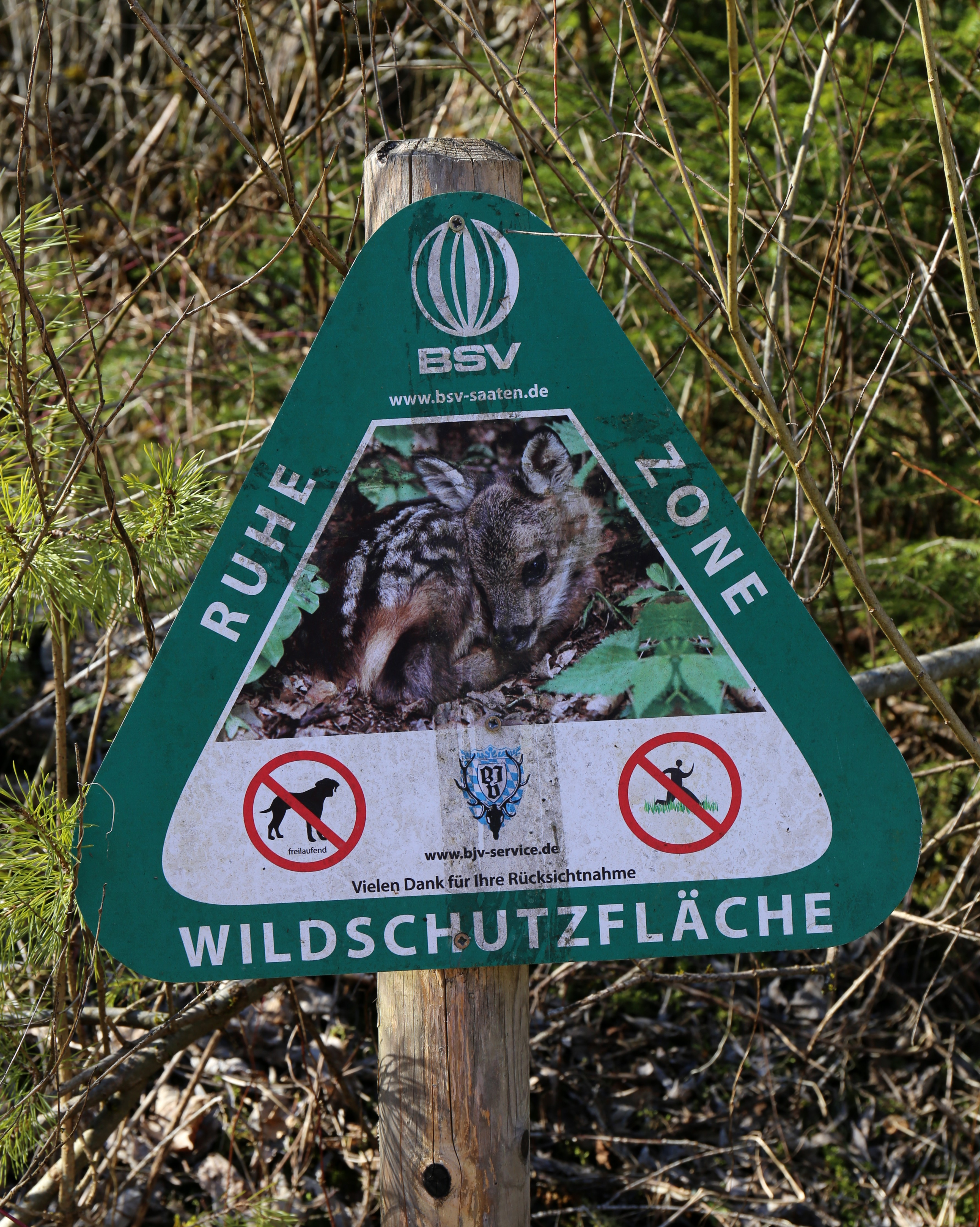
Hinweisschild auf eine Wildschutzfläche in Brunnthal, Bayern

### Beispiel Schweiz
Prinzipiell kann man drei Arten unterscheiden:
- Wildbiotopschutzgebiete dienen dem allgemeinen Schutz der speziellen Lebensräume von jagbaren Tierarten, insbesondere bedrohten. Das kann sich auf einen Gesamtschutz des Habitats beziehen, aber auch spezielle Areale, die als Äsungsraum, Brunft-/Balzplätze, Nist- oder Brutplätze und ähnliches dienen. Typisch sind allgemeine Verbote zur Beeinträchtigung des Lebensraumes.
- Wildruhegebiete (auch Wildruhezonen und ähnliches) sind ständige oder temporäre Schutzausweisung, die dazu dienen, das Jagdwild im Lebenswandel nicht zu beeinträchtigen. Im dichtbesiedelten Europa werden solche Schutzformen beispielsweise um Wildeinstände/Setzgebiete, Wildfütterungen, oder Brunft-/Balz- und Brutplätze ausgewiesen, typisch sind Betretungsverbote oder Einschränkung auf ausgewiesene Routen (Wegegebot). Das dient auch dazu, Jagdwild nicht zu verschrecken, sodass es vielleicht abwandert, oder auch es nicht allzu sehr an Menschen zu gewöhnen. Dem entsprechen auch die Wildreservate afrikanischer Art, die sowohl dem Natur- wie dem Jagdtourismus dienen.
- Wildschutz-Reservate, darunter versteht man insgesamt strenge Jagdverbotszonen, in denen sich jagbares Wild regenerieren kann; diese Gebiete sind außerhalb Europas mit seinen eher flächendeckenden Jagdrevieren üblicher

Das Ausmaß dieser Schutzgebiete reicht von einfacher Ausweisung über Betafelung bis hin zu vollständiger Umfriedung (Einzäunung als Wildgehege), also Vollsperre, beispielsweise für Zucht- und Aufzuchtgehege. Ähnlich ist der Fall des Wildwintergatters, hier wird das Wild saisonell eingehegt, um Schäden für Wald oder Landwirtschaft zu vermeiden.

### Abgrenzung
Abzugrenzen von diesem Begriff sind – obschon solche Gebiete mancherorts unter derselben Bezeichnung geführt werden, und es fachliche Überschneidungen gibt:
- Areale, die primär dem Schutz des Waldes vor Wildschaden (Verbiss, Fegen u. a.) dienen, also Waldschutzgebiete – diese gehören insofern zu den Ruhezonen, weil Waldschäden auch durch dauernde Beunruhigung des Wildes verursacht werden können, und Wildschadenverhütung meist Aufgabe der Jagdverantwortlichen ist.
- Jagdliche Sperrgebiete, das sind Sperrungen meist während der Jagd selbst, die primär dem Schutz des Menschen dienen.
Beide Begriffe finden sich auch unter der Bezeichnung Jagdbann, worunter zusätzlich auch der Schutz einer ausgewiesenen Jagd vor unrechtmäßigem Jagen fällt.
- Wildparks als Form des Zoos, hier geht es primär um Zurschaustellung. Überschneidungen finden sich in Form von kontrollierter Aufzucht und Auswilderungsgehegen, etwa bei bedrohten Wildarten zum Wiederaufbau einer wildlebenden Population.
- Farmen, die der Aufzucht von jagbarem Wild als normale viehzüchterische Maßnahme dienen, primär für Fleischerzeugung. In Europa fallen sie nicht unter das Jagd-, sondern das Agrarrecht. Diese werden oft als Wildgehege bezeichnet, was nicht eindeutig ist. Unter diesen Kontext fallen auch geschützte Weidegebiete nomadisierender Viehzüchter und der Transhumanz andernorts jagbaren Wilds (beispielsweise dem Rentier).
- Sperrgebiete im Falle von Seuchen (Seuchengebiete).

Zu Unterscheiden sind auch die bei Schutzgebieten vorkommenden englischen Begriffe Wildlife, was sich auf den allgemeinen Schutz freilebender Tiere (‚Wildtiere‘) bezieht, und so im dichtbesiedelten Europa relativ unüblich ist, und dem Begriff Wilderness (Wildnis), der sich auf strengen Schutz von Urlandschaften bezieht, und deutsch meist unter „Naturreservat“ geführt wird.

## Problemfelder
Jagd als Naturnutzung steht in Konfliktpotential zur Land- und Forstwirtschaft, zum Naturschutz sowie auch zum Erholungswert der Landschaft.
Zum einen sind Wildschutzgebiete in gewissen Verruf gekommen, weil sie gebiets- und zeitweise primär zum Aufbau eines Abnorm hohen Wildbestandes verwendet wurden, um die Jagd wirtschaftlicher, teils aber auch schlicht einfacher zu machen. Solche überhöhte Wildbestände haben aber umfangreiche schädliche Auswirkungen auf den Naturraum, und langfristig auch auf die Population selbst. In Europa gehen diese Auswüchse schon auf die Herrschaftsjagden des frühneuzeitlichen Feudalismus zurück, hier hat im 20. Jahrhundert ein Umdenken in Richtung Wildpflege als Teil der ganzheitlicheren Naturpflege eingesetzt. In der dritten Welt hingegen ist das in derselben Zeit zu einem großen Problem geworden.
Bei strengeren Wildschutzgebieten überschneidet sich auch das Recht der Wegefreiheit. Während forstliche Sperrgebiete meist nur befristet aufkommenden Jungwald schützt, sind Wildschutzgebiete oft langwährende Einrichtungen mit extensivem Raumbedarf.

## Nationales
- Deutschland: Wildschutzgebiet nach  § 20 Abs. 2 Bundesjagdgesetz
- Österreich: Hier werden die Schutzgebiete durch die Landes-Jagdgesetze geregelt:[4]
  - Wildschutzgebiet nach § 102 Bgld. Jagdgesetz 2004
  - Wildschutzgebiet nach § 70 Abs. 1b Kärntner Jagdgesetz 2000
  - Ruhezone nach § 94a Niederösterreichisches Jagdgesetz 1974
  - Wildschutzgebiet nach § 56a Oberösterreichisches Jagdgesetz
  - Wildbehandlungszone nach § 58 (Bestandspflege); Sperrgebiet nach § 105 und Notfallsperre nach § 106 (Betretungsverbot); Habitatschutzgebiet nach § 107 (Schutz bedrohter Arten oder Bestände); Wildbiotopschutzgebiete nach § 108 (kleinräumiger); Wild-Europaschutzgebiete nach § 108a (prioritäre Arten aus Natura-2000) nach Salzburger Jagdgesetz 1993
  - Wildschutzgebiet nach § 51 Steiermärkisches Jagdgesetz 1986
  - Wildruhefläche nach § 45 Tiroler Jagdgesetz 2004
  - Wildruhezone nach § 33 Abs. 1,2 Vorarlberger Gesetz über das Jagdwesen
  - Wildschutzgebiet nach § 51 Steiermärkisches Jagdgesetz 1986

Bis auf die speziellen Salzburger Formen sind die Ausweisungen relativ übereinstimmend  befristete oder unbefristete Ruhegebiete für das Wild mit Betretungsverbot/Wegegebot. Das Wiener Jagdgesetz kennt den Begriff nicht.
- Schweiz:[5][1]
  - Wildschutzgebiet (Eidgenössisches Jagdbanngebiet): Auf Bundesebene nach Verordnung über die Eidg. Jagdbanngebiete (42 Gebiete, Stand 2017)[5][6]
  - Wildruhezone nach kantonalem Jagdrecht oder kommunaler Zonenplanung, geregelt im Art. 4 Jagdverordnung